# 維特爾斯巴赫噴泉
維特爾斯巴赫噴泉（德語：Wittelsbacher Brunnen）是位於德国巴伐利亚慕尼黑马克斯近郊的一個噴泉。該噴泉由雕塑家阿道夫·冯·希尔德布兰所设计，建於1893年至1895年之间。噴泉左側呈現一位坐在公牛上的女性，手持碗狀器皿，描繪了水的治癒能力；右側則是一位跨坐在馬匹上、扔出手中大石的男性，象徵著水的毀滅能力。